# Salzgitter-Bunker

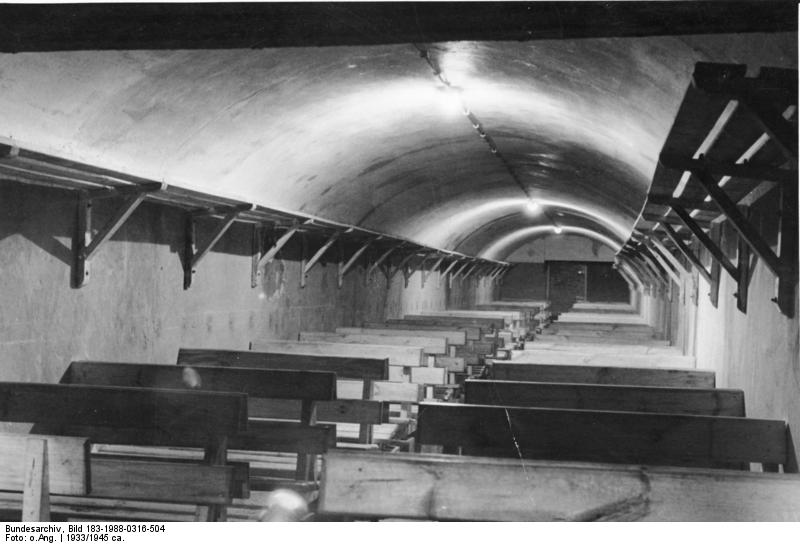
Innenraum eines Luftschutzbunkers vom Typ Salzgitter (1944)

Salzgitter-Bunker sind normierte Hochbunker aus dem Zweiten Weltkrieg. Entwickelt im Rahmen des sogenannten Geilenberg-Programms bei den Reichswerken in Salzgitter entstanden sie 1944 vornehmlich auf dem Gelände von Raffinerien, Tanklagern und Hydrierwerken zum Schutz der Belegschaft. Die Bauform bestand aus Stahlbeton mit länglichem Tonnengewölbe und rechteckigen Eingangsbauten. Salzgitter-Bunker wurden in verschiedenen Orten des Deutschen Reichs etwa 250-mal gebaut.

## Geschichte
Im Verlauf des Zweiten Weltkrieges entstanden auf dem Areal von Industrieanlagen Luftschutzbunker, die in erster Linie für die Arbeiter bei Luftangriffen zur Verfügung stehen sollten. Hierbei kamen verschiedene Bauformen zur Anwendung. Die Bauart Salzgitter wurde nach Beginn der Alliierten Luftoffensive auf die deutsche Treibstoffindustrie innerhalb kurzer Zeit als Regelbunker zum Schutz der Belegschaft vorrangig ölverarbeitender Unternehmen konstruiert und gebaut. Den Prototyp entwickelten im Auftrag von Edmund Geilenberg Techniker und Ingenieure der Reichswerke in Salzgitter, wo auch die Fertigung der für den Bau benötigten Stahlrundbögen erfolgte. Geilenberg war Direktor der Reichswerke in Salzgitter und ab Mai 1944 Generalkommissar für Sofortmaßnahmen zur Sicherung der Treibstoffindustrie, weshalb die Bauart gelegentlich auch Geilenberg-Bunker genannt wurde. Weitere Bezeichnungen waren Mannschaftsbunker Salzgitter oder Bunker Salzgitter-Ausführung.
Salzgitter-Bunker galten als bombensicher. Entsprechend der Konzeptionierung waren sie schnell zu errichten und einsatzbereit. Nahezu alle entstanden im zweiten Halbjahr 1944. Die Bauausführung erfolgte nach Ausschreibung überwiegend durch private Unternehmen wie Dywidag, Philipp Holzmann oder Leonhard Moll, aber auch an mehreren Standorten durch die Organisation Todt. Aufgrund des im Verlauf des Krieges immer größer werdenden Arbeitskräftemangels wurden beim Bau dieser Bunkeranlagen vielerorts KZ-Häftlinge für untergeordnete Arbeiten herangezogen. Insgesamt entstanden im damaligen Reichsgebiet zwischen Mai und Dezember 1944 rund 250 Salzgitter-Bunker.
Am 28. Dezember 1944 untersagte das Reichsluftfahrtministerium (RLM) die weitere Errichtung. Grund dafür war der im Verhältnis zur Zahl der Schutzplätze zu hohe Baustoffaufwand. Der Runderlass 24/45 des RLM stellte dazu fest (Auszug):

„Infolge des hohen Baustoffaufwandes müssen insbesondere auch die sog. Salzgitter-Bunker in Zukunft ausscheiden. Durch ihre langgestreckte Form im Vergleich zu dem errichteten Schutzraum besitzen diese eine große Oberfläche und damit neben der erhöhten Gefährdung auch den Nachteil eines fast verdoppelten Betonaufwands gegenüber der würfel- oder zylinderförmigen Bauweise.“

Innerhalb des Geilenberg-Programms entstanden weitere spezielle Bauwerke, wie Brandwachenstände, Befehls- sowie Rettungsstellen und insbesondere die U-verlagerten Geheimobjekte. In der Nachkriegszeit dienten die Salzgitter-Bunker oft als Notunterkunft für Ausgebombte und Flüchtlinge. Nur wenige wurden damals gesprengt, da die Gefahr bestand, dass bei Sprengungen Gebäude in der Nachbarschaft Beschädigungen erlangten. Ab 1950 wurde die Sprengung von Bunkern gänzlich eingestellt. Mit der Eskalation des Kalten Krieges folgte in beiden Teilen Deutschlands der Aufbau eines neuen Zivilschutzes und damit eine erneute Nutzung der Bunkeranlagen. Nach 1990 wurden mehrere Bunker von den zuständigen Bundesbehörden verkauft oder abgerissen. Einige Salzgitter-Bunker dienen heute unter anderem der Polizei als Schießstände, dem THW als Lager oder Werkfeuerwehren als Gerätedepots.

## Bauweise
Salzgitter-Bunker sind grundsätzlich Einraumbunker. Vom Grundaufbau her sind sie rohrförmige, längliche Hochbunker, die aus einen Tonnengewölbe mit Eingangsbauten bestehen. Auf einer massiven Fundamentplatte von 2–3,75 m Dicke wurden in festgelegten Abständen gebogene Stahlstreifen eingebaut und mit Brettern als Schalung versehen. Zum Einsatz kam dann die Braunschweiger Bewehrung mit Baustahl von 14 mm Durchmesser. In den entstandenen Hohlraum wurde anschließend eine 2,50 m dicke Betondecke gegossen. Je nach Baulänge verfügten die Bunker über ein bis drei Gasschleusen, die sich an kubischen, ebenfalls bewehrten Eingangsbereichen an den Enden oder in der Mitte der Röhre befanden.
Nahezu alle wurden durch Ansaugrohre von außen mit Frischluft versorgt. Gewährleistet sein sollte, dass genug Frischluft für sechs Personen pro Quadratmeter zur Verfügung stand. Das Ansaugen der Luft erfolgte über T-Rohre oder geschützte Lüftungskanäle zu externen Betonbauten und über andere Belüftungssysteme. Die Salzgitter-Bunker unterschieden sich in zwei grundlegenden Varianten: Salzgitter I und Salzgitter II. Der Unterschied lag in der Länge und im Einsatzzweck.
Typ II hatte eine lichte Breite von 4 m, eine Wand-/Deckenstärke von 2,50 m und wurde in eisenarmer Weise gebaut. Die Länge lag meist zwischen 30 und 60 m. Typ I war lediglich etwas schmaler und kürzer, wobei die Länge der Bunker variierte und von den örtlichen Verhältnissen abhing. Während die kurze Variante vor allem als Feuerlöschbunker vorgesehen war, also zur Aufbewahrung von Löschgeräten und Maschinen der Werkfeuerwehr diente, war die längere Variante für die Aufnahme der Belegschaft sowie zusätzlich manchmal als Befehlsstelle des Werkluftschutzes in einem abgetrennten Teil vorgesehen.
In verschiedenen Orten wurden sie auch zum Schutz der Menschen in Wohngebieten gebaut, beispielsweise in den Werksiedlungen der Hydrierwerke Pölitz AG in Stettin, der Schaffgotsch-Benzin GmbH in Deschowitz, der Brabag Zeitz und Magdeburg. Seltene Varianten sind Salzgitter-Bunker mit zwei parallelen Röhren oder winklig angelegte Bauten, wie vereinzelt bei den Leunawerken oder im Brabag-Werk Schwarzheide.

## Galerie

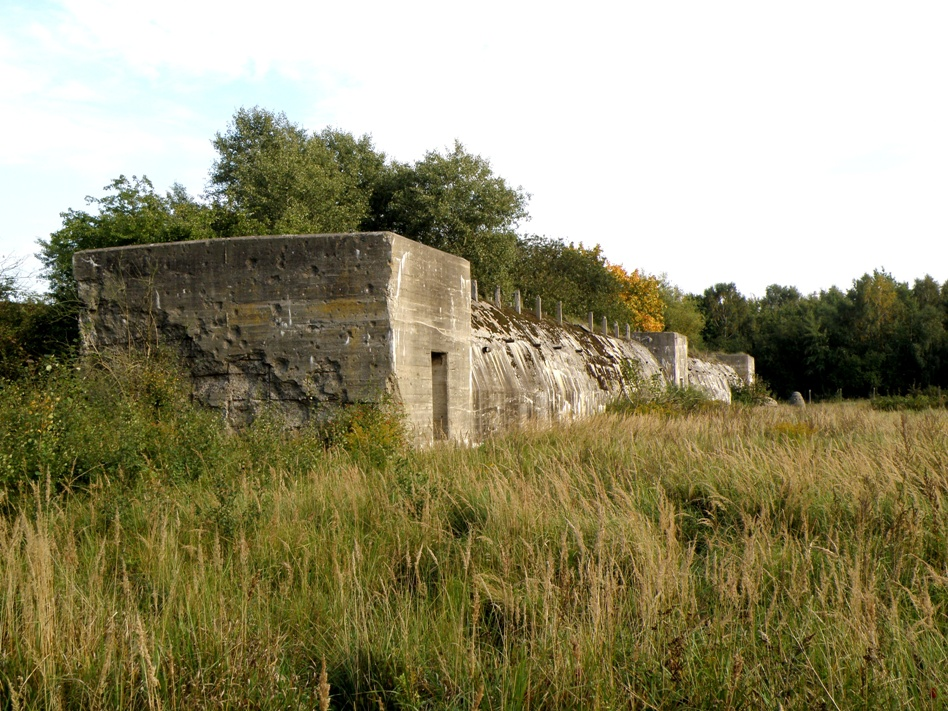
Salzgitter-Bunker ehemals Hydrierwerke Pölitz (2008)
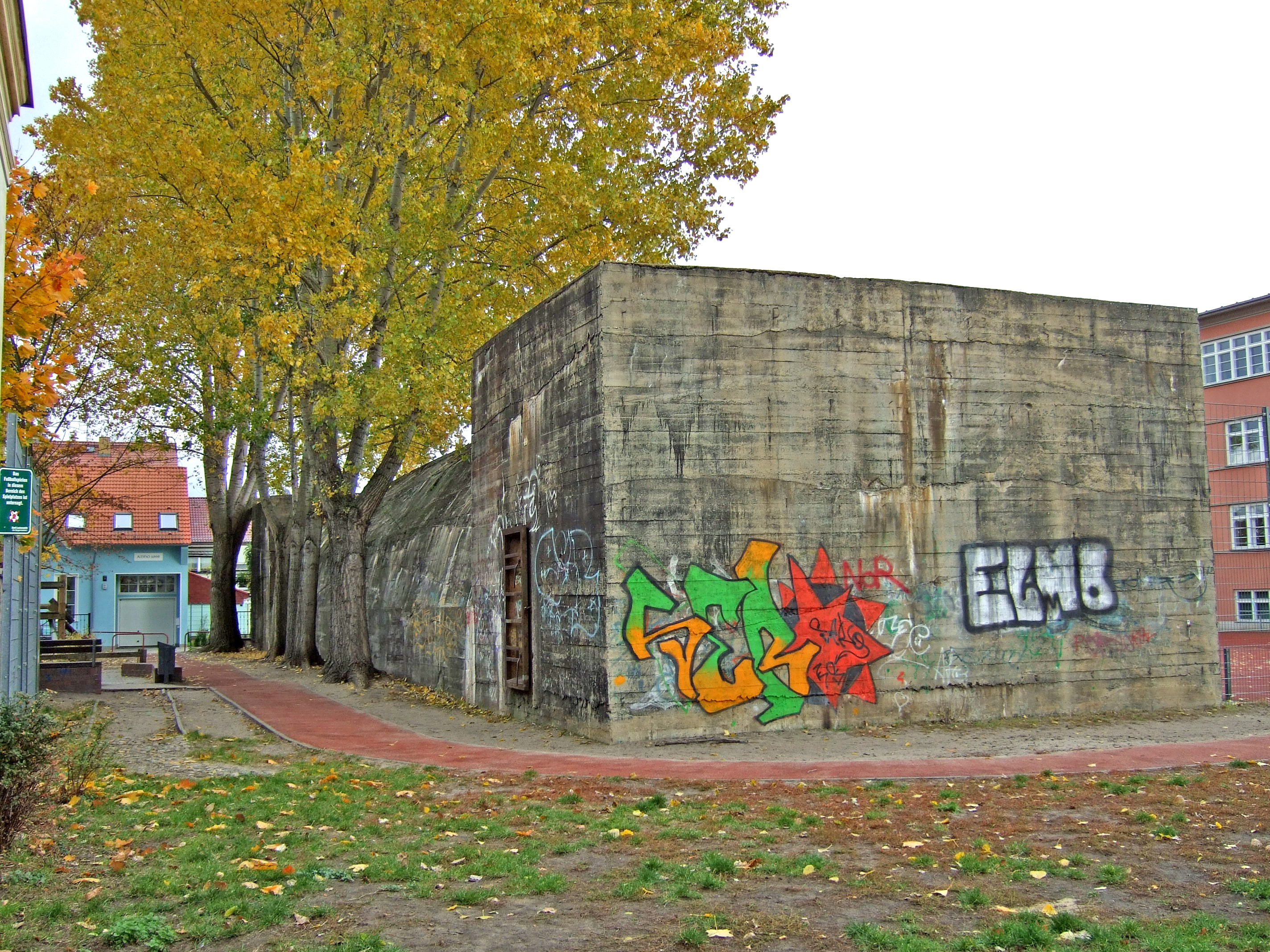
Salzgitter-Bunker in Luckenwalde (2007)
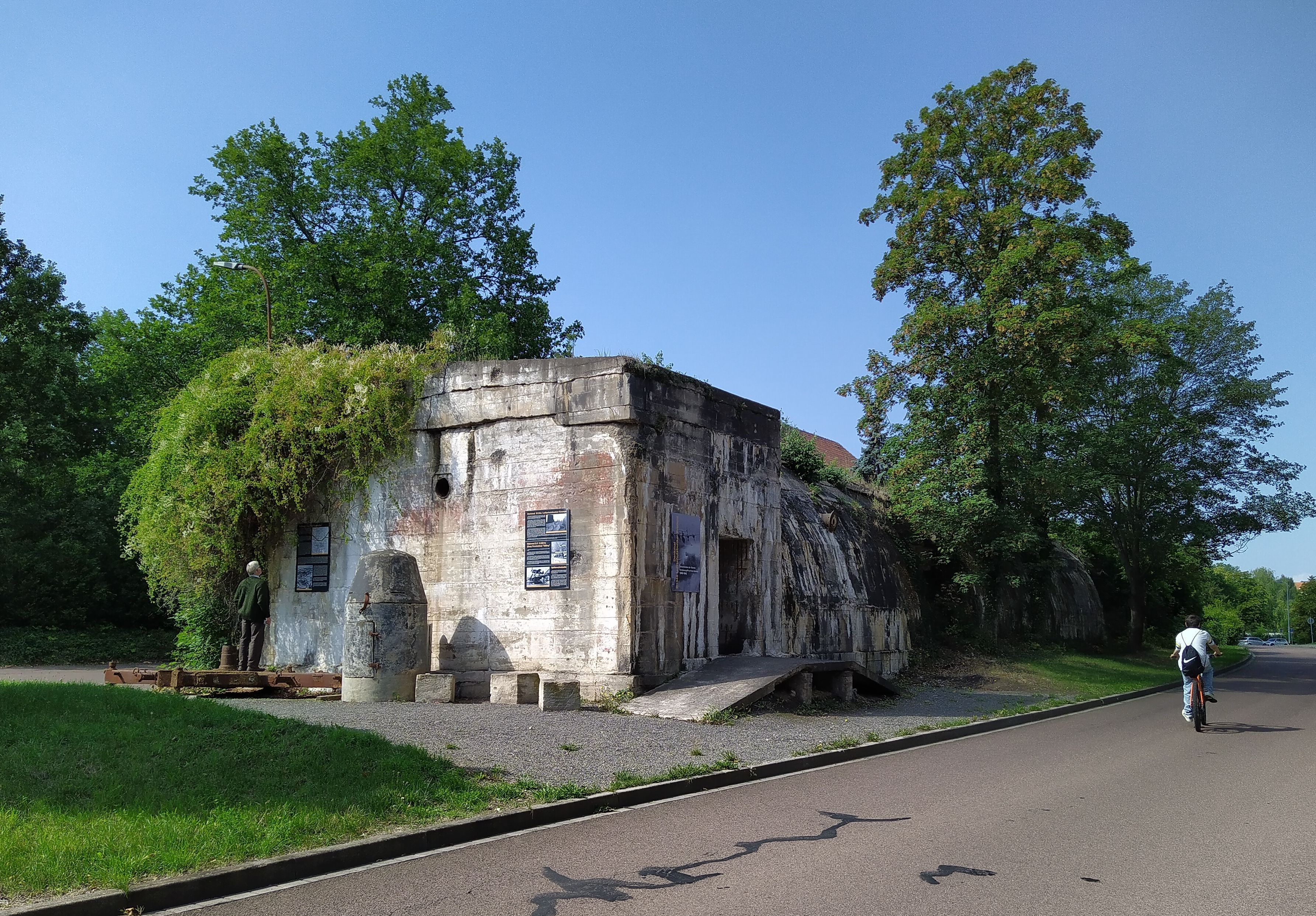
Bau 134a ehemals Mineralölwerk Lützkendorf (2023)
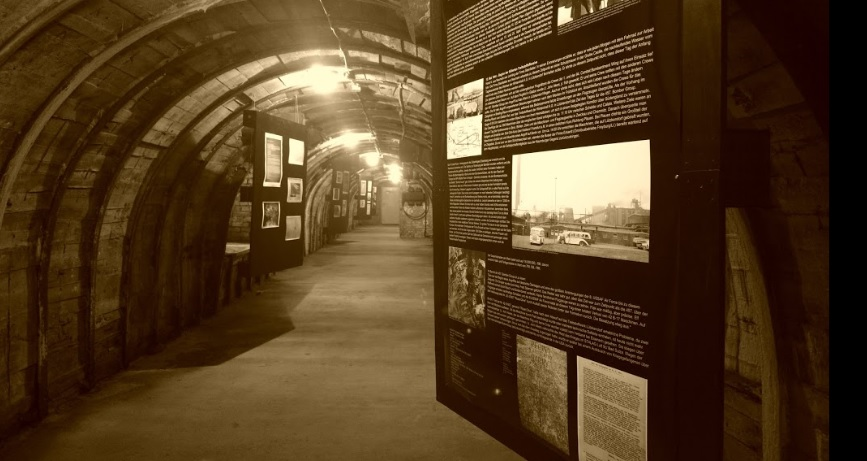
Innenansicht des Salzgitter-Bunkers in Krumpa (2014)
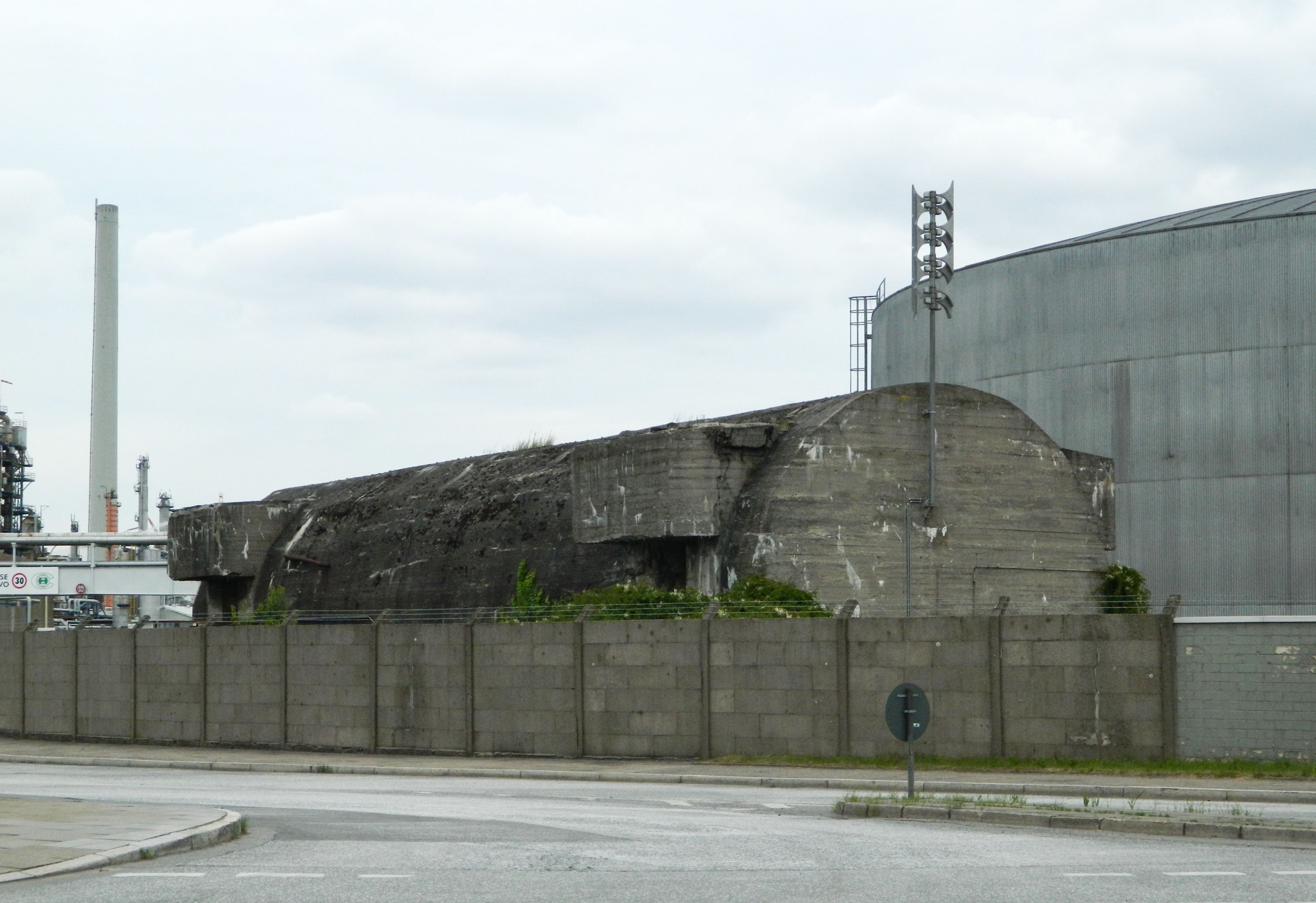
Bunker Typ Salzgitter im Hamburger Petroleumhafen (2012)
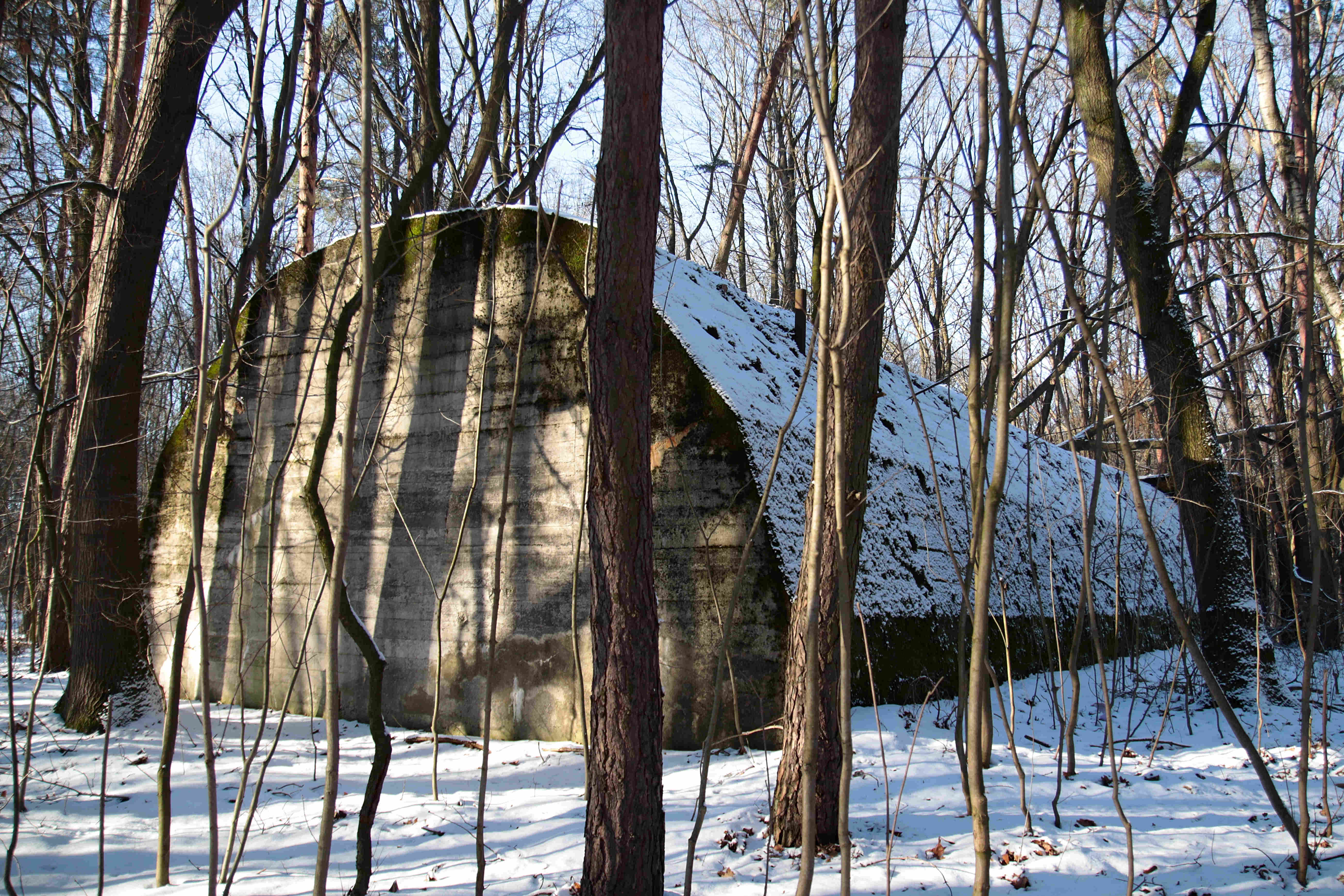
Salzgitter-Bunker der Oberschlesische Hydrierwerke AG in Blechhammer (2024)
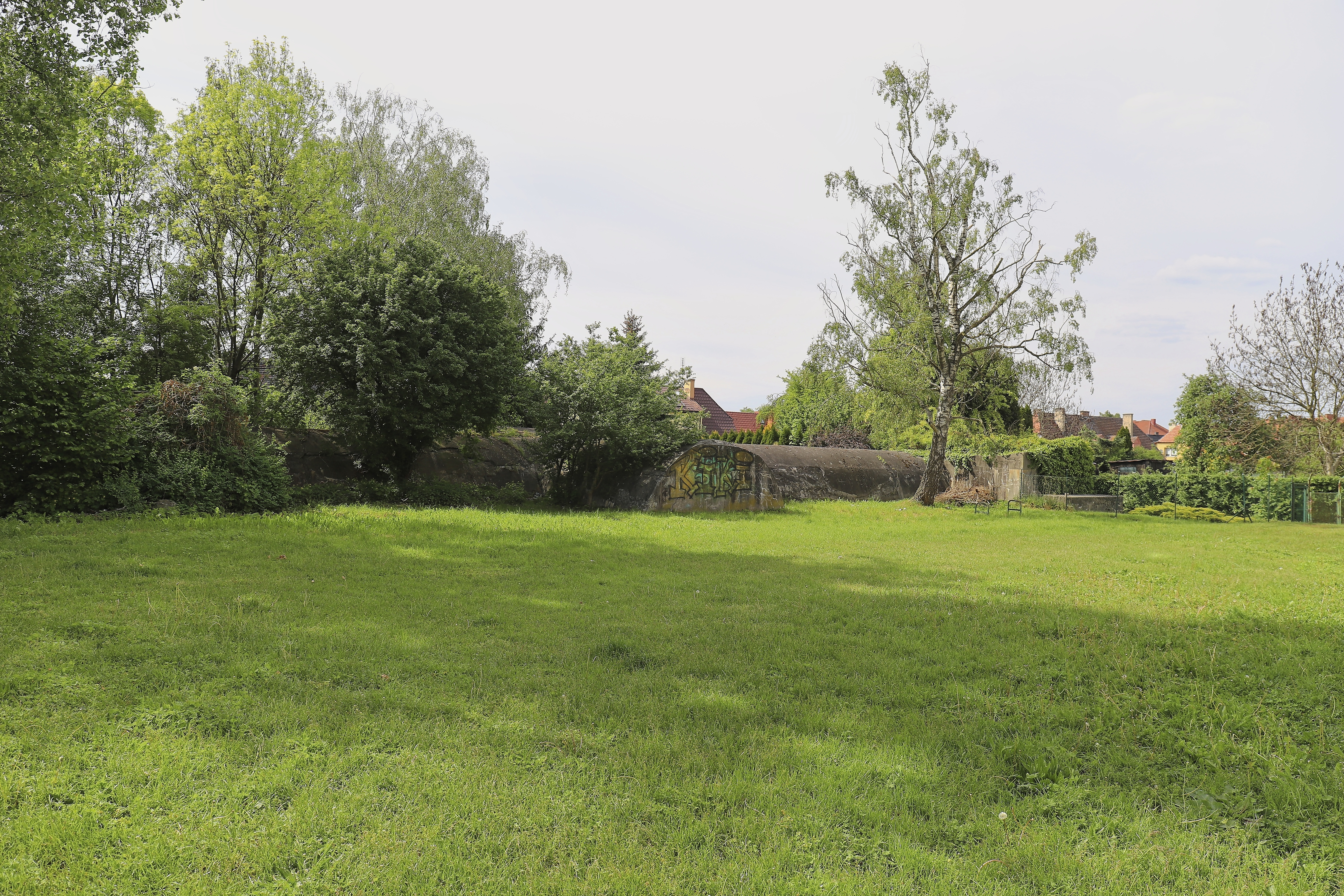
Bunker Typ Salzgitter der IG Farben, Werk Heydebreck, heute Kędzierzyn-Azoty (2024)
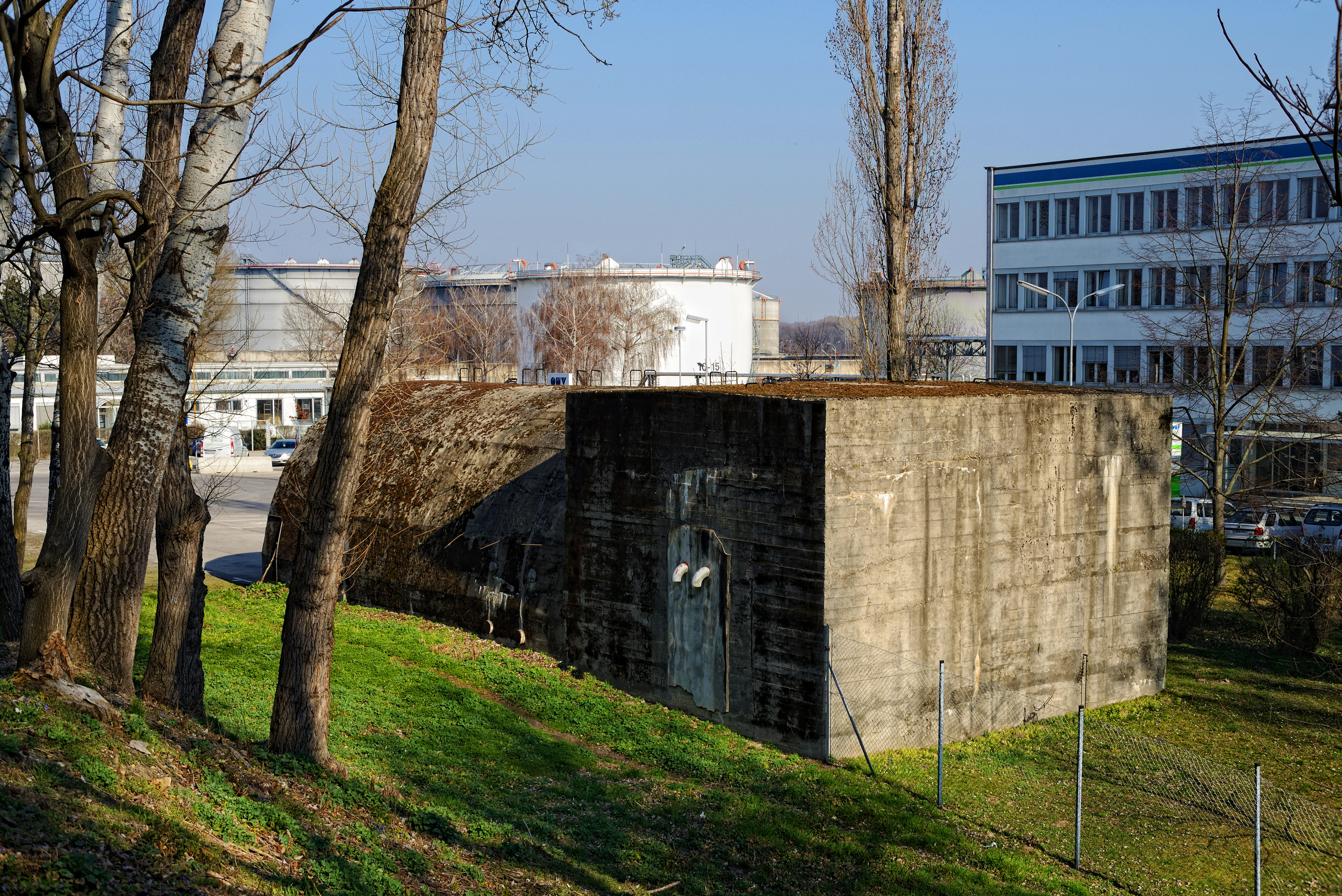
Feuerlöschbunker Typ Salzgitter im Ölhafen Lobau (2014)

## Standorte
Gemäß der Feldforschung von Michael Foedrowitz wurden mindestens 413 Salzgitter-Bunker projektiert, davon nachweislich 221 realisiert. Folgende Auflistung ist eine Auswahl vollständig errichteter Salzgitter-Bunker. Zu beachten ist, dass sich an fast allen Standorten weitere Bunker dieser Bauart im Bau befanden oder geplant waren, deren Fertigstellung jedoch nach Erlass des RLM abgebrochen wurde.
| Standort                            | Anzahl | Gebrauch                                                                                          | Status                |
| ----------------------------------- | ------ | ------------------------------------------------------------------------------------------------- | --------------------- |
| Wien und Umgebung                   | 12     | diverse Raffinerien und Großtanklager in der Lobau, in Liesing, Schwechat, Vösendorf, Floridsdorf | 5 noch vorhanden      |
| Hamburg                             | 10     | diverse Raffinerien und Großtanklager im Petroleumhafen                                           | 2 noch vorhanden      |
| Stettin-Pölitz heute Police         | 18     | Hydrierwerke Pölitz                                                                               | alle noch vorhanden   |
| Maltheuern heute Záluží             | 20     | Sudetenländische Treibstoffwerke (SUTAG)                                                          | 17 noch vorhanden     |
| Heydebreck O.S. heute Kędzierzyn    | 15     | Hydrierwerk Heydebreck (IG Farben)                                                                | alle noch vorhanden   |
| Cosel heute Koźle                   | 4      | Belegschaftssiedlung Hydrierwerk Heydebreck                                                       | alle noch vorhanden   |
| Blechhammer heute Blachownia Śląska | 21     | Oberschlesische Hydrierwerke AG (OHW)                                                             | alle noch vorhanden   |
| Ehrenforst heute Sławięcice         | 2      | Belegschaftssiedlung OHW                                                                          | alle noch vorhanden   |
| Hemmingstedt                        | 5      | Raffinerie Heide                                                                                  | 3 noch vorhanden      |
| Korneuburg                          | 3      | Raffinerie Korneuburg                                                                             | 1 noch vorhanden      |
| Moosbierbaum                        | 6      | Hydrierwerk Moosbierbaum                                                                          | 1 noch vorhanden      |
| Krumpa                              | 6      | Mineralölwerk Lützkendorf                                                                         | 2 noch vorhanden      |
| Tröglitz                            | 7      | Brabag-Werk Zeitz                                                                                 | alle entfernt         |
| Rehmsdorf                           | 1      | Belegschaftssiedlung Brabag-Werk Zeitz                                                            | noch vorhanden        |
| Schwarzheide                        | 9      | Brabag-Werk Schwarzheide                                                                          | 2 noch vorhanden      |
| Magdeburg-Rothensee                 | 12     | Brabag-Werk Magdeburg                                                                             | 1 noch vorhanden      |
| Böhlen                              | 10     | Brabag-Werk Böhlen                                                                                | 1 noch vorhanden      |
| Leuna                               | 7      | Leunawerke                                                                                        | 1 teilweise vorhanden |
| Berlin-Zehlendorf Am Sandwerder     | 1      | Reichsschule der NS-Frauenschaft Reichsstelle Deutsches Frauenwerk                                | entfernt              |
| Bottrop-Welheim                     | 3      | Ruhröl GmbH                                                                                       | entfernt              |
| Bremen-Häfen                        | 1      | Deutsche Vacuum Oil AG                                                                            | entfernt              |
| Deschowitz heute Zdzieszowice       | 6      | Schaffgotsch-Benzin GmbH                                                                          | alle vorhanden        |
| Emmerich                            | 1      | Raffinerie der Gasolin AG                                                                         | entfernt              |
| Gelsenkirchen (Scholven-Buer)       | 4      | Hydrierwerk Scholven                                                                              | 1 noch vorhanden      |
| Gelsenkirchen-Horst                 | 3      | Gelsenberg-Benzin AG                                                                              | alle entfernt         |
| Hannover-Linden                     | 1      | Mechanische Weberei Linden                                                                        | entfernt              |
| Hannover-Misburg                    | 6      | Tanklager und Raffinerie der Deurag-Nerag                                                         | 2 noch vorhanden      |
| Oberhausen-Holten                   | 1      | Fischer-Tropsch-Anlagen der Ruhrchemie                                                            | entfernt              |
| Wesseling                           | 3      | Union Rheinische Braunkohlen Kraftstoff AG                                                        | 1 noch vorhanden      |
| Monowitz heute Monowice             | 3      | Hydrier- und Buna-Werke Auschwitz-Monowitz                                                        | alle noch vorhanden   |
| Mährisch-Ostrau heute Ostrava       | 3      | Reichswerke Hermann Göring (Schwelerei, Chemie- und Witkowitzer Eisenwerke)                       | alle noch vorhanden   |
| Trzebinia                           | 1      | Erdöl-Raffinerie GmbH (Wintershall)                                                               | noch vorhanden        |
| Monheim                             | 3      | Raffinerie der Rhenania-Ossag                                                                     | alle entfernt         |
| Luckenwalde                         | 1      | Baustab der Mineralölbaugesellschaft AG                                                           | noch vorhanden        |